# Çetin Alp
Çetin Alp (Malatya, 21 juni 1947 - Istanboel, 18 mei 2004) was een Turkse zanger.
Hij vertegenwoordigde Turkije op het Eurovisiesongfestival 1983 met het lied Opera en haalde er de gedeelde laatste plaats mee binnen zonder ook maar één enkel punt. Ook Spanje bleef puntloos.
Na zijn deelname aan het songfestival nam hij nog deel aan een festival in de Balkan waar hij de prijs voor beste talent won.
Hij werd uitgenodigd op de Nightvision party van OGAE Turkije, daar werden verschillende ex-Turkse deelnemers aan het songfestival geëerd. Op het laatste moment moest hij afzeggen omdat hij zich niet goed voelde. Niet veel later vond zijn dochter hem dood, hij was overleden aan een hartaanval.
Alp is de eerste Turkse deelnemer die overlijdt en reeds de derde uit het jaar 1983, eerder overleden al een van de broers Hoffmann & Hoffmann en Ofra Haza.
1975: Semiha Yankı · 
1978: Nilüfer & Nazar · 
1980: Ajda Pekkan · 
1981: Modern Folk Trio & Ayşegül · 
1982: Neco · 
1983: Çetin Alp & The Short Waves · 
1984: Beş Yıl Önce On Yıl Sonra · 
1985: MFÖ · 
1986: Klips ve Onlar · 
1987: Seyyal Taner & Lokomotif · 
1988: MFÖ · 
1989: Pan · 
1990: Kayahan · 
1991: İzel Çeliköz, Reyhan Karaca & Can Uğurluer · 
1992: Aylin Vatankoş · 
1993: Burak Aydos · 
1995: Arzu Ece · 
1996: Şebnem Paker · 
1997: Şebnem Paker & Grup Etnik · 
1998: Tüzmen · 
1999: Tuba Önal & Grup Mistik · 
2000: Pınar Ayhan & Grup SOS · 
2001: Sedat Yüce · 
2002: Buket Bengisu & Grup Safir · 
2003: Sertab Erener · 
2004: Athena · 
2005: Gülseren · 
2006: Sibel Tüzün · 
2007: Kenan Doğulu · 
2008: Mor ve Ötesi · 
2009: Hadise · 
2010: MaNga · 
2011: Yüksek Sadakat · 
2012: Can Bonomo